# アフリ・コーラ

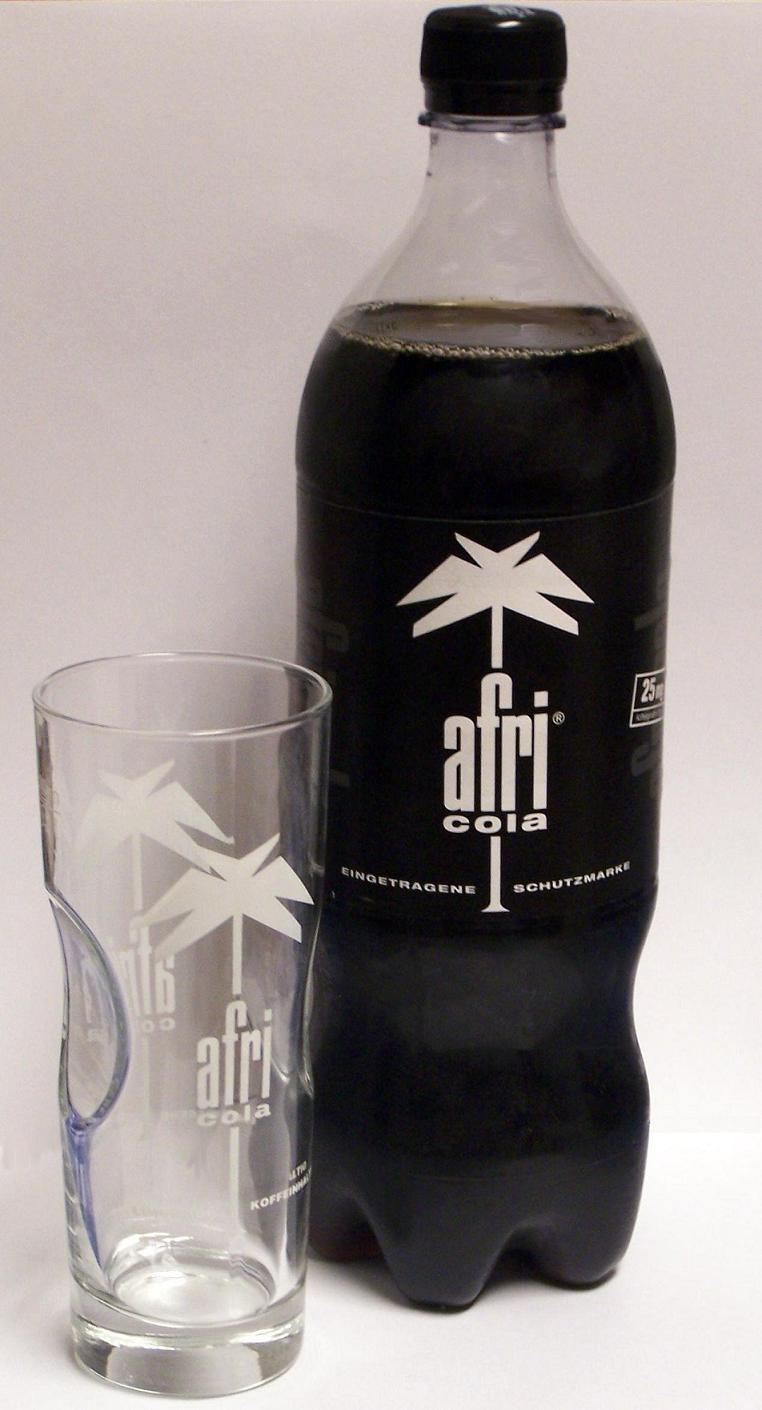
アフリ・コーラのペットボトル

アフリ・コーラ（afri-cola）はドイツのコーラ飲料である。 
本製品はカフェインの濃度が250mg/lと高いことで知られている。アメリカでもライセンスを取って販売されている。また原料のフレーバーには他のコーラと違いリンゴの酸味を使っているのも特徴である。
本国ドイツでもコカコーラに押されており、田舎を除き店頭では置いていないことも多い。アフリ・コーラが販売されている国はドイツ以外に6カ国あるが、その中で最大のアメリカ市場でさえ一部のマニアにしか愛飲されていない。日本においては発売されていないが、名前は知られている。
2007年にドイツで開催された 第33回主要国首脳会議（G8サミット）においてアフリ・コーラが支給された。

## 歴史
本製品は1931年に誕生した。ウェブサイト「コーラ白書」の管理人・中本晋輔によると、なぜ"Afri-Cola"と名付けられたのかははっきりしていないが、Afriという名前が地中海南岸を示すことや、シンボルのヤシの木のイメージがチュニジアを想起させるとしている。とはいえ、中本はロゴやキャッチコピーからライバルであるコカ・コーラとの類似性から、初期はコカ・コーラの類似品の一つに過ぎなかったのではないかと分析している。

### 1998年の買収に伴うカフェイン含有量の変動
1998年にミネラルブルネン・ユバーキンゲン＝タイナッハに買収された際、25mg/100mlあった量を15mg/100mlにまで減らされ、器も従来のガラス瓶からペットボトルに変更され、その後アフリ・コーラの売上げは落ちていき、ブランド力も下がったという。その後奪回策をはかり苦肉の策として2005年にカフェイン量を20mg/100mlに引き上げたのに続いて、2006年4月より元の25mg/100mlに戻した。
なおアメリカ版のアフリ・コーラでは現在でも1998年まで本国ドイツで使用されていた瓶のタイプを起用している。